# 鳥取県道283号大谷曹源寺線
鳥取県道283号大谷曹源寺線（とっとりけんどう283ごう おおたにそうげんじせん）は、鳥取県東伯郡三朝町を通る一般県道である。

## 概要
東伯郡三朝町大字大谷から東伯郡三朝町大字曹源寺に至る。

### 路線データ
- 起点：鳥取県東伯郡三朝町大字大谷
- 終点：鳥取県東伯郡三朝町大字曹源寺（国道179号交点、国道482号上）

## 路線状況

### 重複区間
- 岡山県道・鳥取県道116号羽出三朝線（東伯郡三朝町大字上西谷 - 東伯郡三朝町大字下西谷）
- 国道482号（東伯郡三朝町大字下西谷 - 東伯郡三朝町大字曹源寺（終点））

## 地理

### 通過する自治体
- 鳥取県
  - 東伯郡三朝町

### 交差する道路
| 交差する道路                                                          | 交差する場所 | 交差する場所 |
| --------------------------------------------------------------------- | ------------ | ------------ |
| 岡山県道・鳥取県道116号羽出三朝線 重複区間起点                        | 大字上西谷   |              |
| 国道482号 重複区間起点 岡山県道・鳥取県道116号羽出三朝線 重複区間終点 | 大字下西谷   |              |
| 国道179号 国道482号 重複区間終点                                      | 大字曹源寺   | 終点         |

### 沿線
- 天神川